# Condado de Shawano
O Condado de Shawano é um dos 72 condados do Estado americano do Wisconsin. A sede do condado é Shawano, e sua maior cidade é Shawano. O condado possui uma área de 2 355 km² (dos quais 44 km² estão cobertos por água), uma população de 40 664 habitantes, e uma densidade populacional de 18 hab/km² (segundo o censo nacional de 2000). O condado foi fundado em 1853.